# Мартенс, Мартен
Ма́ртен Ма́ртенс (нидерл. Maarten Martens; род. 2 июля 1984[…], Экло, Фламандский регион) — бельгийский футболист, крайний полузащитник; тренер.

## Карьера
Воспитанник футбольной школы клуба «Андерлехт». В 2003 году сыграл один матч за основной состав клуба. Затем перешёл в «Валвейк».
Летом 2007 года он заключил контракт с клубом АЗ, с одним из лидеров чемпионата страны. Обладал прекрасной обводкой, пасом, отличался хорошей скоростью и голевым чутьём.
6 января 2014 года пресс-служба АЗ объявила, что Мартенс покинет клуб по окончании сезона 2013/14 и перейдёт на правах свободного агента в греческий ПАОК. Спустя неделю клубы всё же договорились о немедленном переходе футболиста. Мартен заключил с клубом контракт на 2,5 года.

## Достижения
АЗ
- Чемпион Нидерландов: 2008/09
- Обладатель Кубка Нидерландов: 2012/13
- Обладатель Суперкубка Нидерландов: 2009